# Åke Lindblom (sportskytt)
Åke Sigvard Hjalmar Lindblom, född 27 januari 1919 i Ängelholm, död 21 maj 1992 i Vejbystrand, var en svensk sportskytt. Han tävlade för Ängelholms SSK.
Lindblom tävlade för Sverige vid olympiska sommarspelen 1956 i Melbourne, där han slutade på 7:e plats i fripistol.
Lindblom blev svensk mästare i fripistol 1953. 1957 tilldelades han Stora grabbars märke.